# JH-7 (航空機)
 JH-7 (殲轟7 / 歼轰7)
FBC-1 Flying Leopard
- 用途：戦闘爆撃機
- 製造者： 西安飛機工業公司
- 運用者： 中国人民解放軍(空軍・海軍)
- 初飛行：1988年12月14日
- 生産数：270機（2019年）[1]
- 運用開始：1992年

JH-7（簡体字: 歼轰7; 繁体字: 殲轟7; 拼音: Jiānhōng 7）は、中華人民共和国の第603航空機設計所で開発、西安飛機工業公司で製造された全天候型戦闘爆撃機である。老朽化したQ-5攻撃機の後継機として開発され、現在中国人民解放軍のみで運用されている。輸出名はFBC-1、愛称はフライング・レオパルド（Flying Leopard、飛豹（フェイバオ）、飞豹）である。NATOコードネームはフラウンダー (Flounder)。

## 開発の経緯
H-5爆撃機及びQ-5攻撃機の更新分に充当する目的で1974年より開発計画が開始された。空軍の要求は、全天候型の侵攻任務をこなす電子対抗手段（ECM）と地形追随能力を持ったSu-24のような並列複座の攻撃機であり、海軍の要求は縦列複座で偵察の任務もこなす攻撃機であった。Q-6発展型、J-8発展型も検討されたが、西安飛機工業公司によるH-7案が採用された。このうち、空軍の要求に基づいた計画は1980年代初頭に放棄され、海軍の要求を盛り込んだ試作機6機は1988年12月に完成、1990年代初頭に少数が先行生産され配備された。

## 特徴

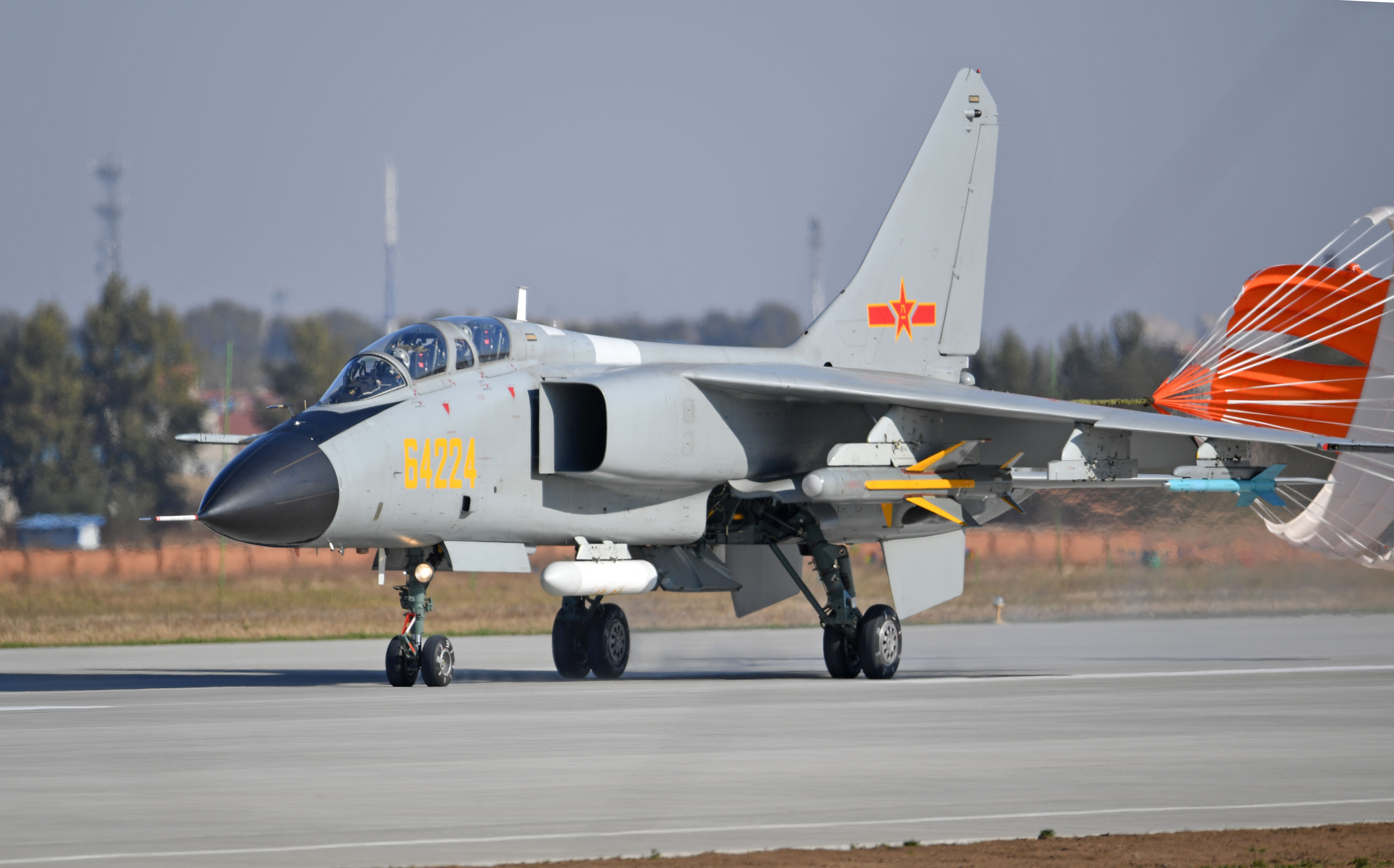
JH-7攻撃機

長らくソ連のライセンス/コピー生産を行い、自主開発機のデザインにもソ連機の影響の強かった中国航空機産業であったが、JH-7はこれらとは一線を画した、西側風の（あるいは中国独自の）デザインの機体である。高翼に配した後退翼とその根元に開いた（長方形に近い）D字型のエアインテークは、英仏共同開発のジャギュアや日本のF-1に近い形状で、タンデム複座のキャノピーはアメリカ海軍のF-4のそれに似ている。特に、パワープラントとして輸入した英国製ロールス・ロイス スペイMk.202（後にライセンス生産され渦扇9となる）エンジンを双発で用いている点、離陸重量や主翼面積が近い点に鑑みると、JH-7に一番近い戦闘機はF-4のイギリス軍仕様であるブリティッシュ・ファントムであろう。最高速度マッハ1.69はブリティッシュ・ファントムと比べるとかなり落ちるが、これはエアインテークを固定式にしているためと思われ、1980年代以降の戦闘機の趨勢に沿って、あえて高速度性能を切り捨てていると考えられる。

## 派生型

### JH-7A

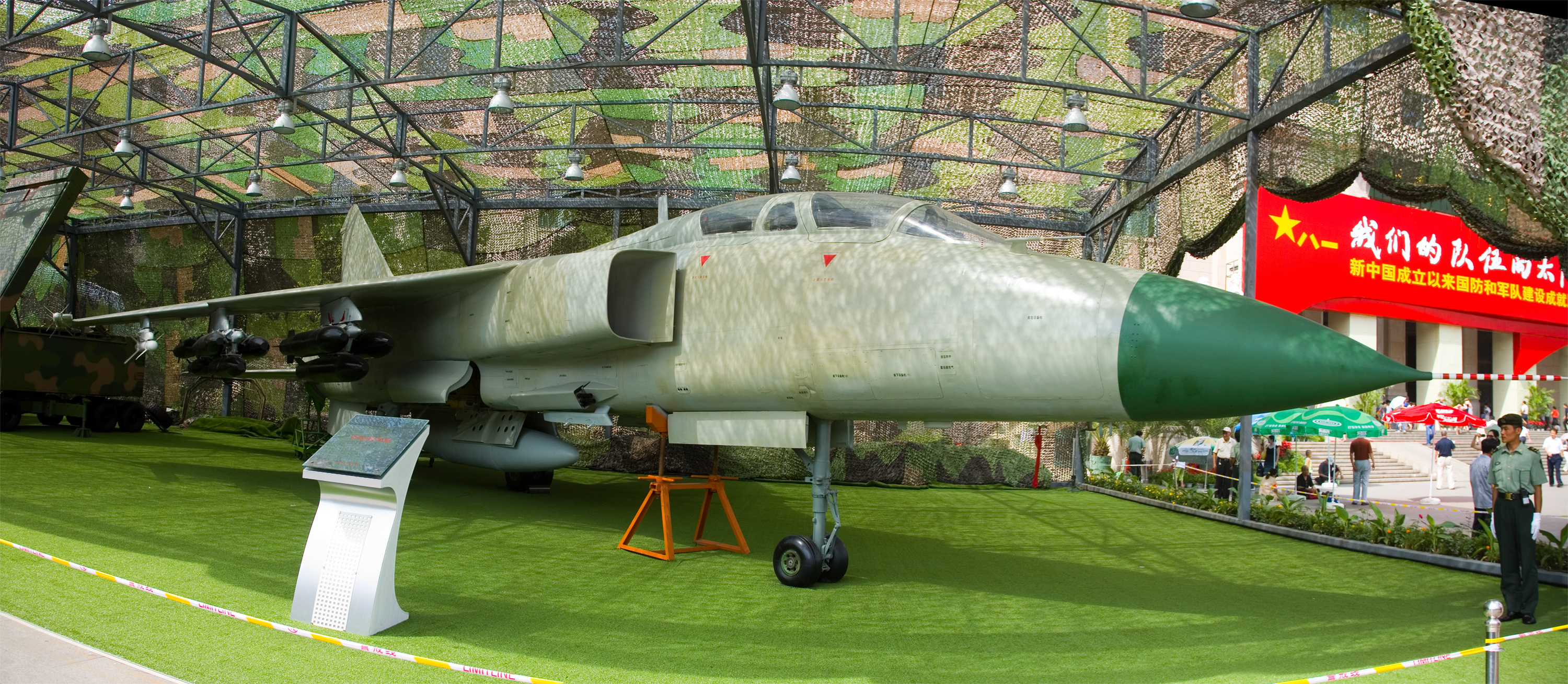
2007年、北京軍事博物館にて展示公開されたJH-7A

2004年、新型のJH-7Aが配備された。レーダーの改良、ハードポイントの追加、航法装置の改善、レーザー誘導爆弾及びYJ-91対レーダーミサイルと対艦ミサイルYJ-8及び対地型YJ-85巡航ミサイルの運用能力を得た。国産の対艦ミサイル、対地巡航ミサイル、対レーダーミサイルを運用できる能力は、Su-30MKKもJ-8H/Fも持っておらず両機ともYJ-91対レーダーミサイル/対艦ミサイルを運用できるだけなので、現代においてなお中国空軍にとり重要な意義を持つ機体である。JH-7が少数生産に終わったため初の大量生産型となる。
なお、この機体の戦闘行動半径を1650kmとする資料があり、それに基づいて「九州空爆ができる航続性能を持つ」とする記述がしばしば見られる。しかしこれは、同じエンジンを装備し機体規模の近いブリティッシュ・ファントムの数値に比して極端にかけ離れており、ブリティッシュ・ファントムを含むF-4シリーズより1世代後の機体であるF-15をさらに改良・発展させたF-15Eすら上回る数値であるため、信憑性には疑問がある。

### JH-7AII
対地攻撃能力を強化した改良型。2021年9月から10月にかけて珠海で開催された中国国際航空宇宙ショーで初めて一般公開された。

### JH-7B
JH-7Aを基に機体を再設計しステルス性を高め、アビオニクスやエンジンも改良したJH-7Bが2011年には初飛行した。

## 配備
2018年現在、海軍に約120機、空軍に約140機が配備されている。
 中華人民共和国
- 人民解放軍海軍
  - 東海艦隊
    - 海軍東海艦隊航空兵第6師団
      - 第16連隊
      - 第18連隊

  - 南海艦隊
    - 海軍航空兵第9師団
      - 第27連隊

  - 北海艦隊
    - 海軍航空兵第7師団
    - 海軍航空兵第5師団第14連隊
- 人民解放軍空軍
  - 南京軍区
    - 第28航空師団
      - 第83航空連隊
      - 第84航空連隊

  - 済南軍区
    - 第5航空師団
      - 第15航空連隊

  - 瀋陽軍区
    - 第11攻撃師団
      - 第31攻撃連隊
      - 第33攻撃連隊

  - 蘭州軍区
    - 第109航空旅団

## 事故
- 2009年7月21日、吉林省で行われていたテロを想定した中ロ合同軍事演習「平和使命―2009」の最中に墜落。乗組員2人が死亡[5]。
- 2011年10月14日、陝西省蒲城で行われた航空ショーで1機が墜落[6]。
- 2014年6月7日、浙江省夜間訓練飛行中に山岳地帯に墜落。

## 性能諸元

### 仕様
- 乗員：2名
- 全長：21.0 m
- 全幅：12.8 m
- 全高：6.22 m
- ペイロード：4.5t
- 最大離陸重量：28.5t
- エンジン：ロールス・ロイス製スペイMk202/WS9 ターボファンエンジン 2基
- 推力：2x 9.3t （アフターバーナー使用時、合計182.3kN）

### 性能
- 最大速度：マッハ 1.69
- 戦闘行動半径：900-1650 km（ソースによりバラつきあり）
- 実用上昇限度：16,000 m

### 武装
- ハードポイント:6箇所（JH-7A)
- 固定武装：23 mm 機関砲 2門
- ミサイル：
  - 対空：PL-8
  - 対地：YJ-8K対艦ミサイル、YJ-85対地巡航ミサイル、Kh-27TVミサイル
  - 対レーダーミサイル：YJ-91、Kh-31P
- 爆弾：レーザー誘導爆弾、無誘導爆弾
- レーダーFCS：JL-10A型